# Ignasi de Villalonga i Casañes
Ignasi de Villalonga i Casañés (Lleida, 22 d'agost de 1887 - 1970) fou un arquitecte noucentista català. Va estudiar a l'Escola Superior d'Arquitectura de Barcelona i es va titular l'any 1912. Va desenvolupar el càrrec d'arquitecte de la Diputació de Lleida i el d'arquitecte municipal de Balaguer i de Tàrrega.

## Primeres obres
Tot i haver estat format durant els anys de màxima eclosió del modernisme, els seus edificis de seguida perdran la línia propera al modernisme per incorporar elements de simetria i racionalisme i situar-se clarament al noucentisme. Entre els primers edificis emmarcats en aquesta transició entre modernisme i noucentisme trobem Cal Comabella de Balaguer (1918-1921) i Cal Calvet de Bellvís (1920-1921).
L'any 1922 presenta el projecte de nou edifici per acollir l'Ajuntament de Guissona, i les escoles del poble. Un edifici que s'inscriu plenament en els llenguatges noucentistes. La nova casa de la vila s'acabarà l'any 1925 tal com consta en un medalló a la façana.
El 1923 L'Ajuntament d'Almacelles li encarrega l'ampliació de l'escola la Cultural, edifici construït dos anys abans per l'arquitecte Joan Bergós. Aquest edifici ja és clarament noucentista.

## Edificis escolars
Com a conservador i arquitecte de la Diputació és autor de nombrosos projectes d'arquitectura escolar. Les seves construccions es caracteritzen Arxivat 2016-05-31 a Wayback Machine. per seguir el model de grup escolar que havia proliferat a Catalunya durant el període de la Mancomunitat i es generalitzarà durant la Segona República, amb l'objectiu que les escoles tinguin unes òptimes condicions higièniques, per la qual cosa es construeixen aïllades de qualsevol altre edifici, amb uns semi-sòtans per tal de combatre les humitats, i amb bona il·luminació i ventilació.
Entre els projectes constructius dels anys vint dels que n'és l'autor destaquen l'Escola de Sidamon (1921), l'Escola Andreu Farran d'Àger, l'Escola Casteth Léon d'Es Bòrdes (1926-1930), les Escoles rurals del Vilosell (1929), actualment Centre d'Interpretació de les Escoles Rurals, les Escoles del Poble de Balaguer, actualment Escola Àngel Guimerà (1927-1929), o les Escoles Graduades de Cervera, actualment Col·legi Jaume Balmes (1930).
L'any 1933 participa a Barcelona a l'exposició Arquitectura Escolar sobre noves construccions d'escoles en els darrers quinze anys, organitzada per l'Associació d'Arquitectes de Catalunya i inaugurada per Francesc Macià, segons publicà La Vanguardia. Hi prendrà part com a autor de 22 projectes, a les poblacions d'Àger, Alcarràs, Artesa de Segre, Arties, Balaguer, les Borges Blanques, es Bòrdes, Bossòst, Canejan, Cervera, Durro, la Fuliola, Lés, Lleida, Martinet, Organyà, Puigverd de Lleida, Salardú, Seròs, Vallfogona de Balaguer, el Vilosell i Vinaixa.
L'obra de Villalonga en el camp dels edificis escolars continuarà després de la Guerra, amb projectes escolars com l'edifici escolar tipus mixt de la Granadella, que actualment acull l'Institut l'Olivera, un projecte que data de 1945 però on els elements arquitectònics noucentistes hi són molt presents.

## Activitat cultural i cívica
Serà vocal de la Junta de Govern del Col·legi d'Arquitectes de Barcelona durant el segon mandat, del juliol de 1934 al febrer de 1935. També l'any 1934 serà l'encarregat de la redacció del projecte definitiu del Col·legi Públic dels Raiers de la Pobla de Segur.
D'ideologia conservadora, el 24 d'abril de 1939 pren possessió com a Primer Tinent d'Alcalde de Lleida. Serà alcalde en funcions fins al 27 d'abril quan s'investirà alcalde a Ramon Areny.
Durant els anys quaranta i cinquanta continuarà exercint d'arquitecte de la Diputació de Lleida, amb obres diverses com la reforma del cementiri d'Ivorra (1957), el projecte de clavegueram i ampliació del cementiri d'Aubèrt (1958) o el projecte d'edifici de l'Escola d'Enginyers Tècnics Agrònoms, projectat conjuntament amb Ramon Argilés, i acabat l'any 1963. També serà el president Arxivat 2016-06-01 a Wayback Machine. de la Secció de Belles Arts de l'Acadèmia Mariana de Lleida.

## Comissió provincial de monuments
El 1919 és nomenat acadèmic corresponent a Lleida a la Reial Acadèmia de Belles Arts de San Fernando, i des d'aleshores actuarà com a membre de la Comissió Provincial de Monuments Històrico-artístics de Lleida del Ministeri d'Instrucció Pública i Belles Arts, del que en serà el responsable. Actuarà com a secretari des de 1916 fins a 1950 i president des de 1951 fins a 1969.
Com a responsable de la Comissió Provincial de Monuments serà l'autor de nombrosos dictàmens, com el de la declaració de Sant Miquel de la Seu d'Urgell com a Monument Històric-artístic (1959).